# Château de Radomychl
Le musée château de Radomychl, fondé en 2011, est un musée d'Ukraine, situé à Radomychl dans le raïon de Jytomyr.

## Présentation et histoire
Le château comprend un musée des icônes et un de la fabrique du papier par un moulin à eau.

## Galerie d'objets

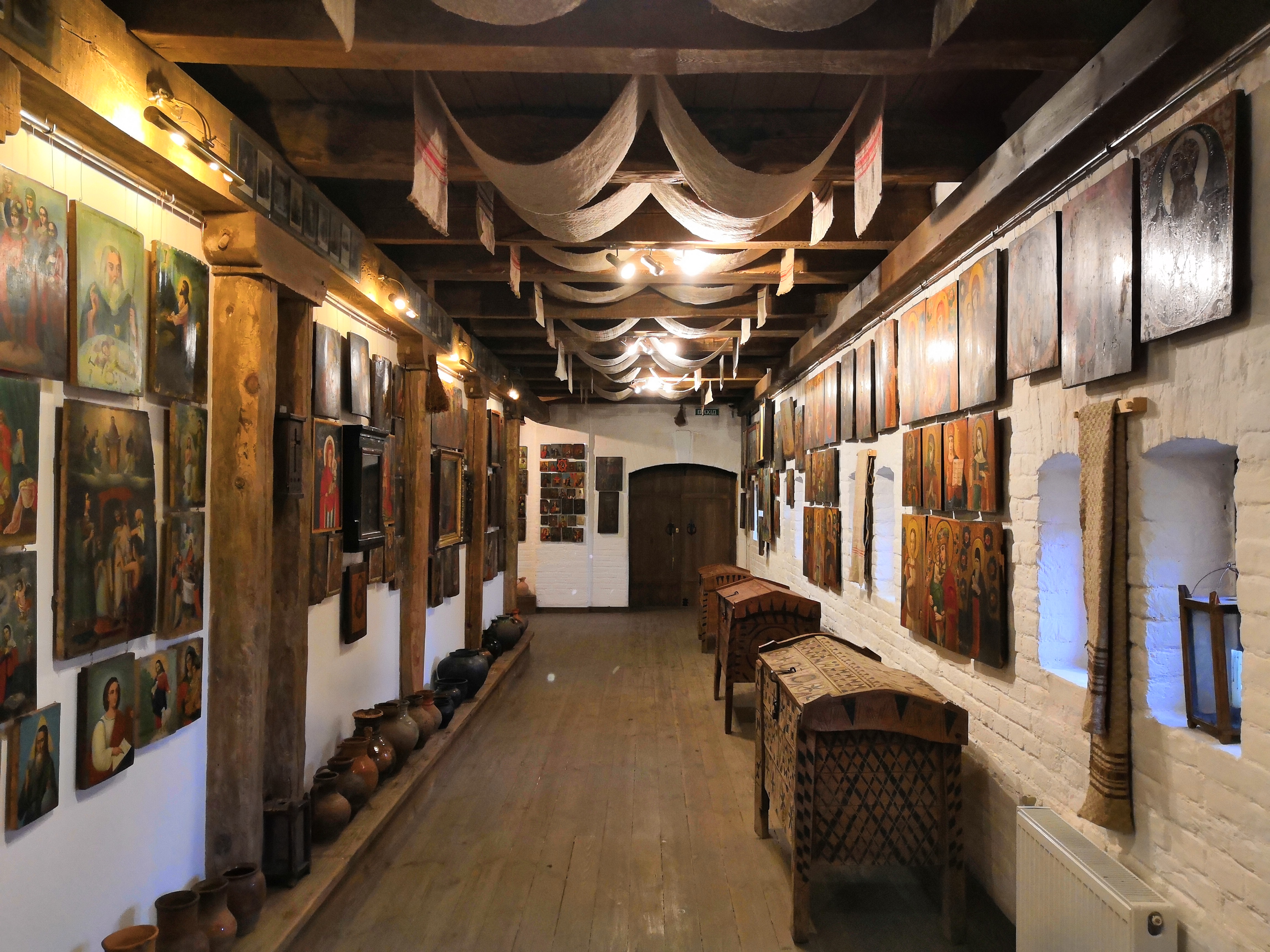
L'intérieur.
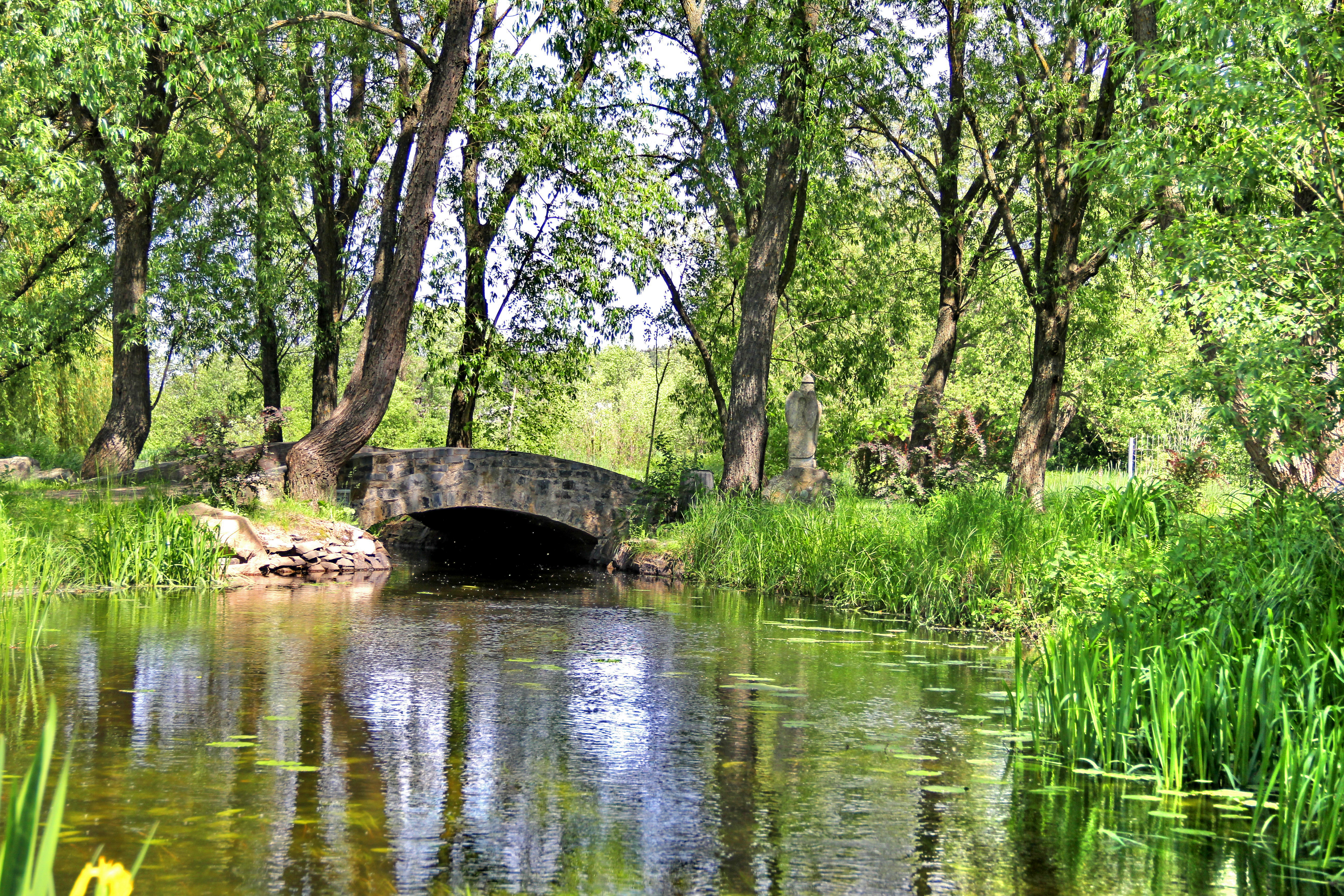
Le jardin.
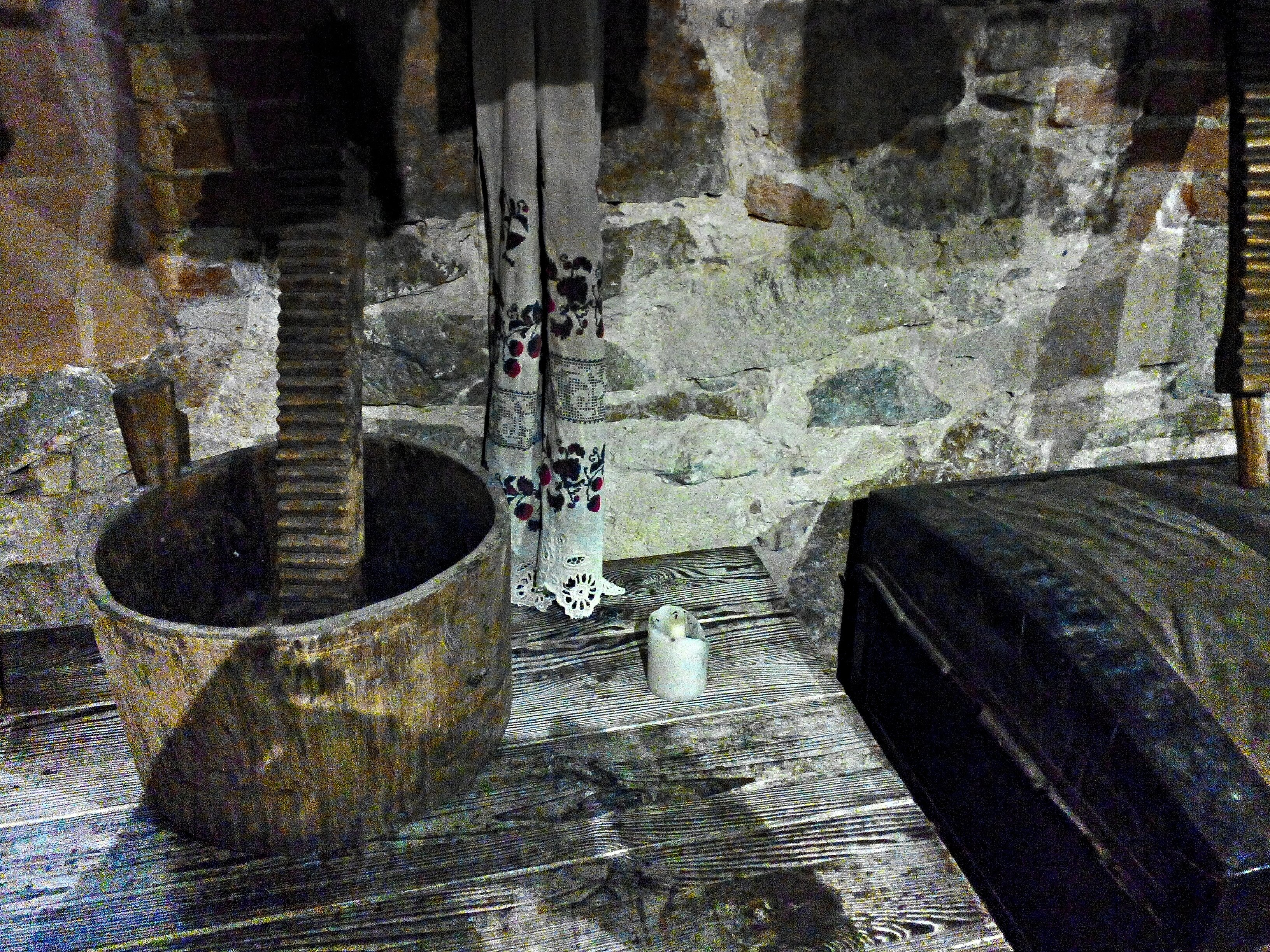
Intérieur du moulin
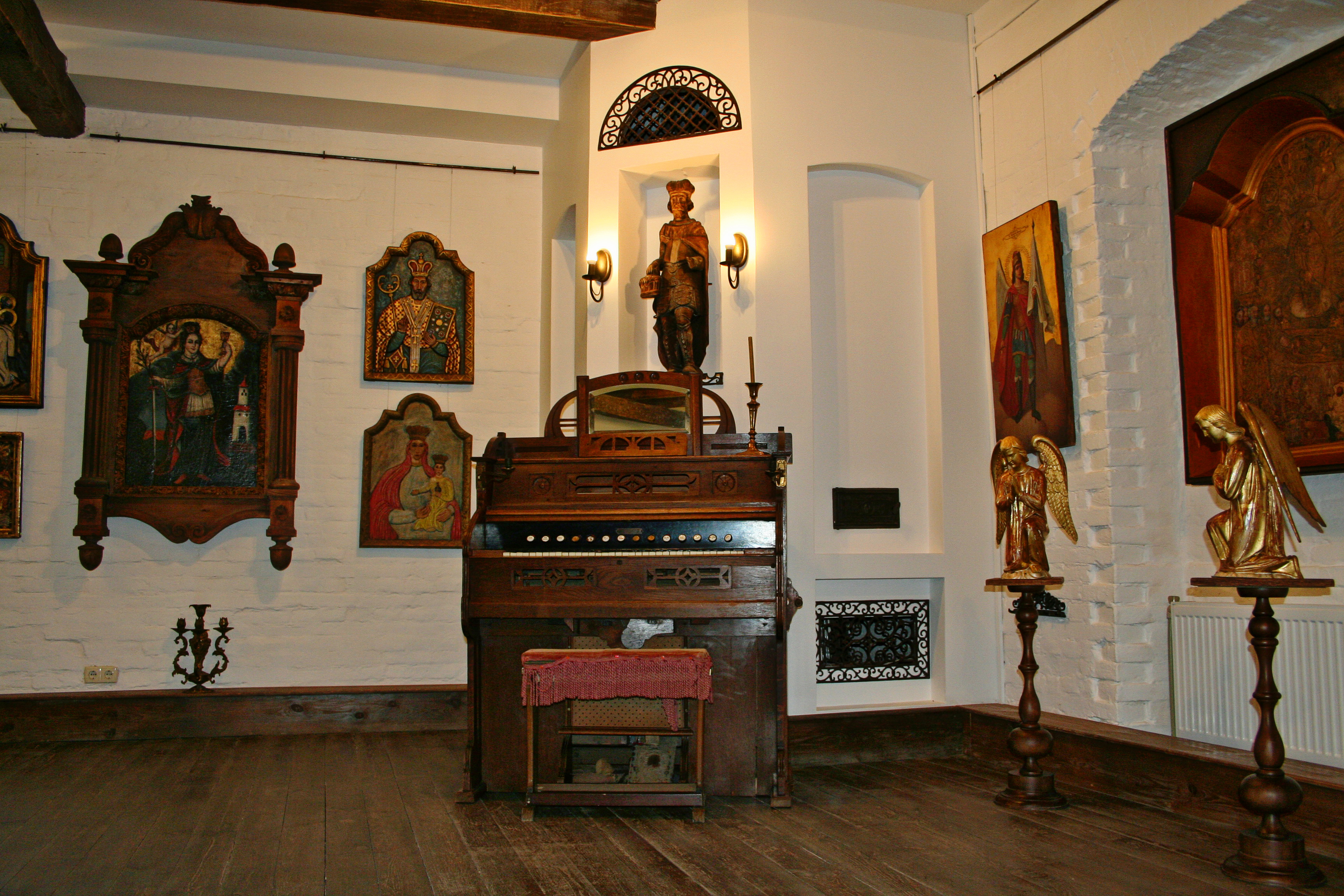
à papier classé[2].
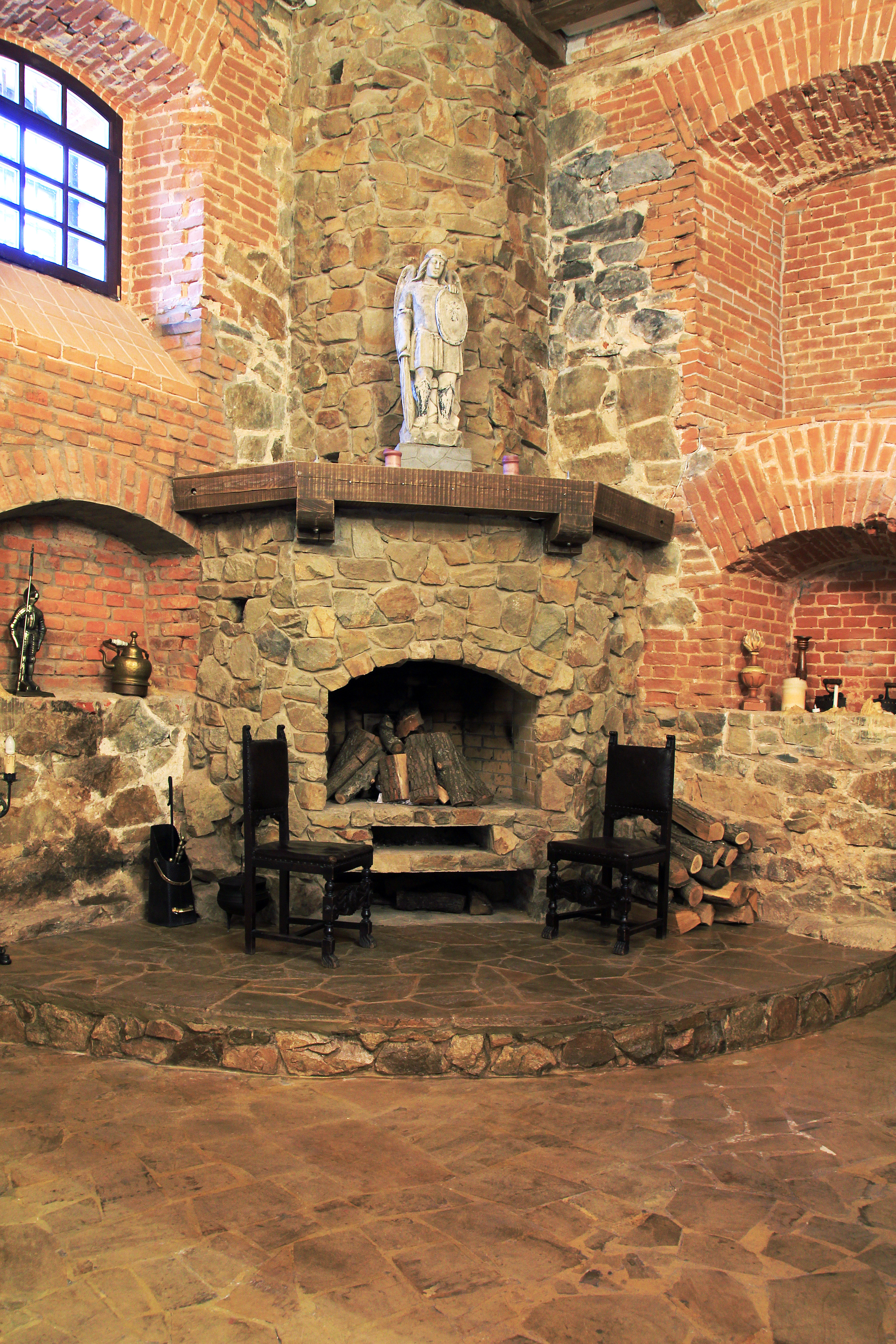
Une cheminée.
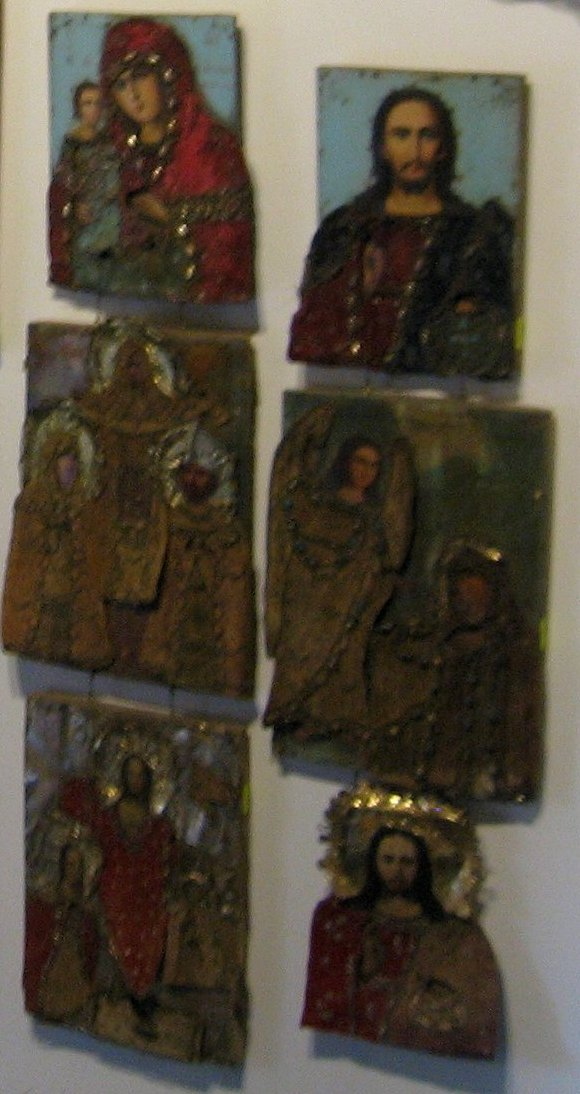
Musée
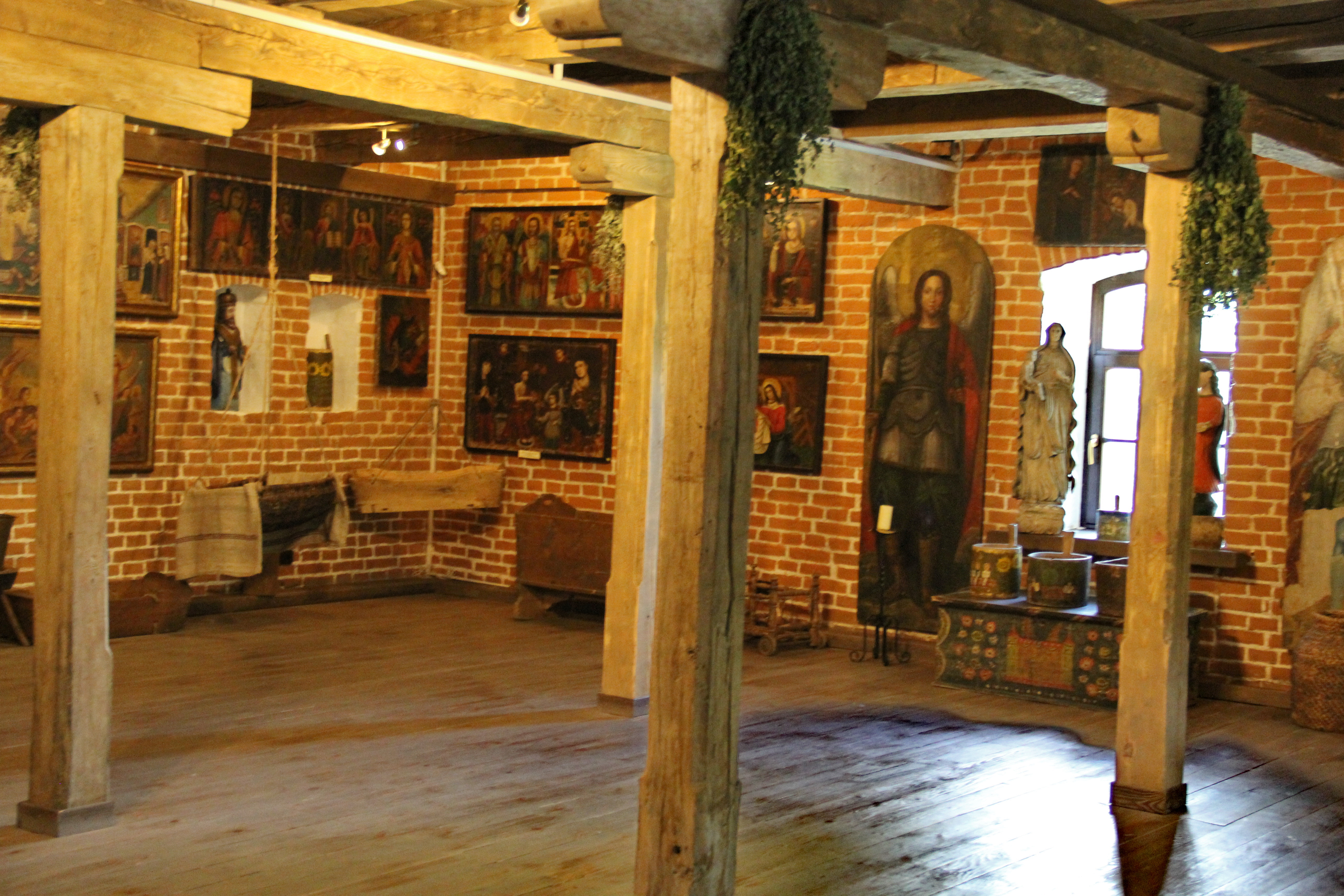
des icônes.
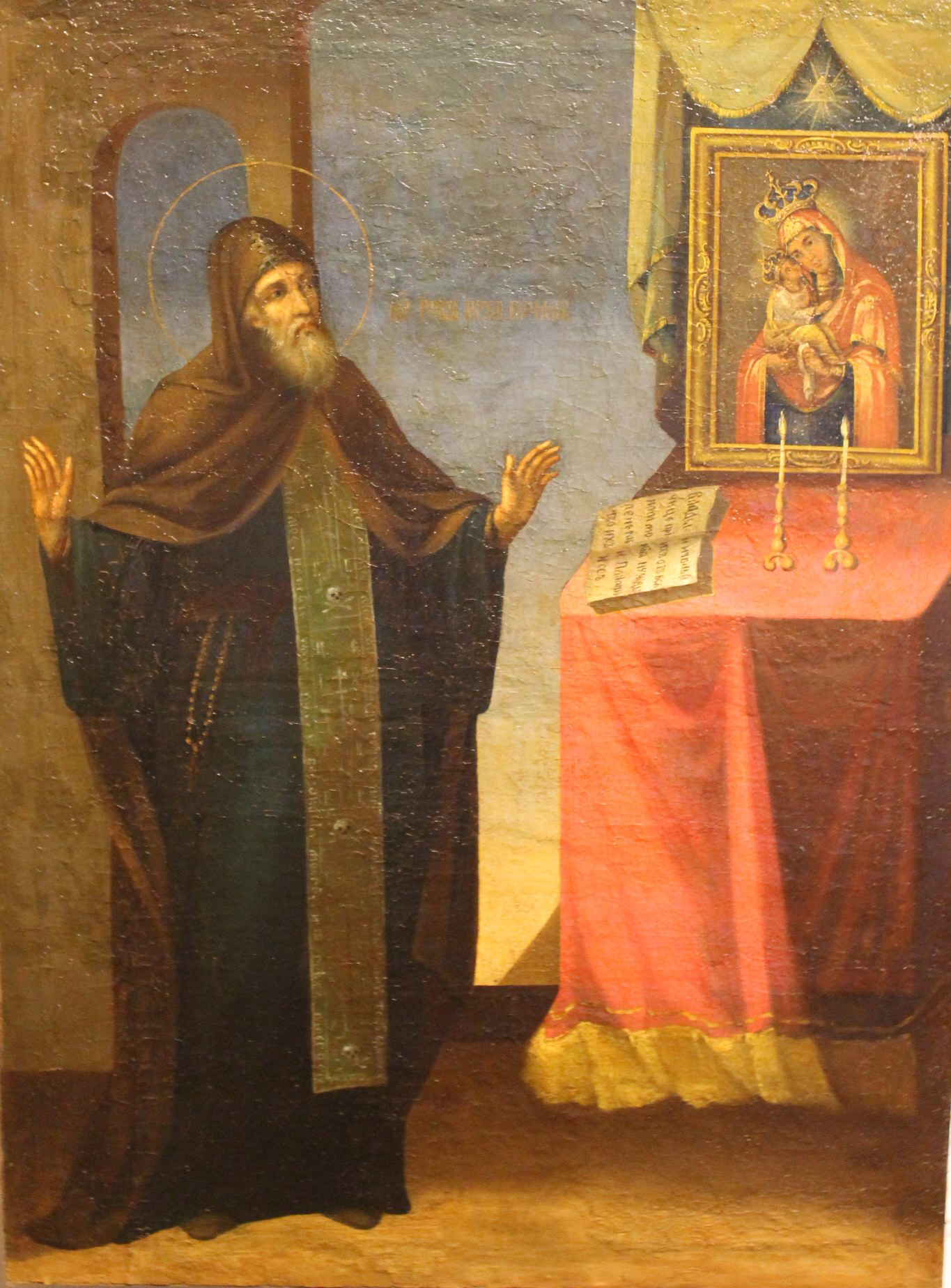
Job de Pochayev.
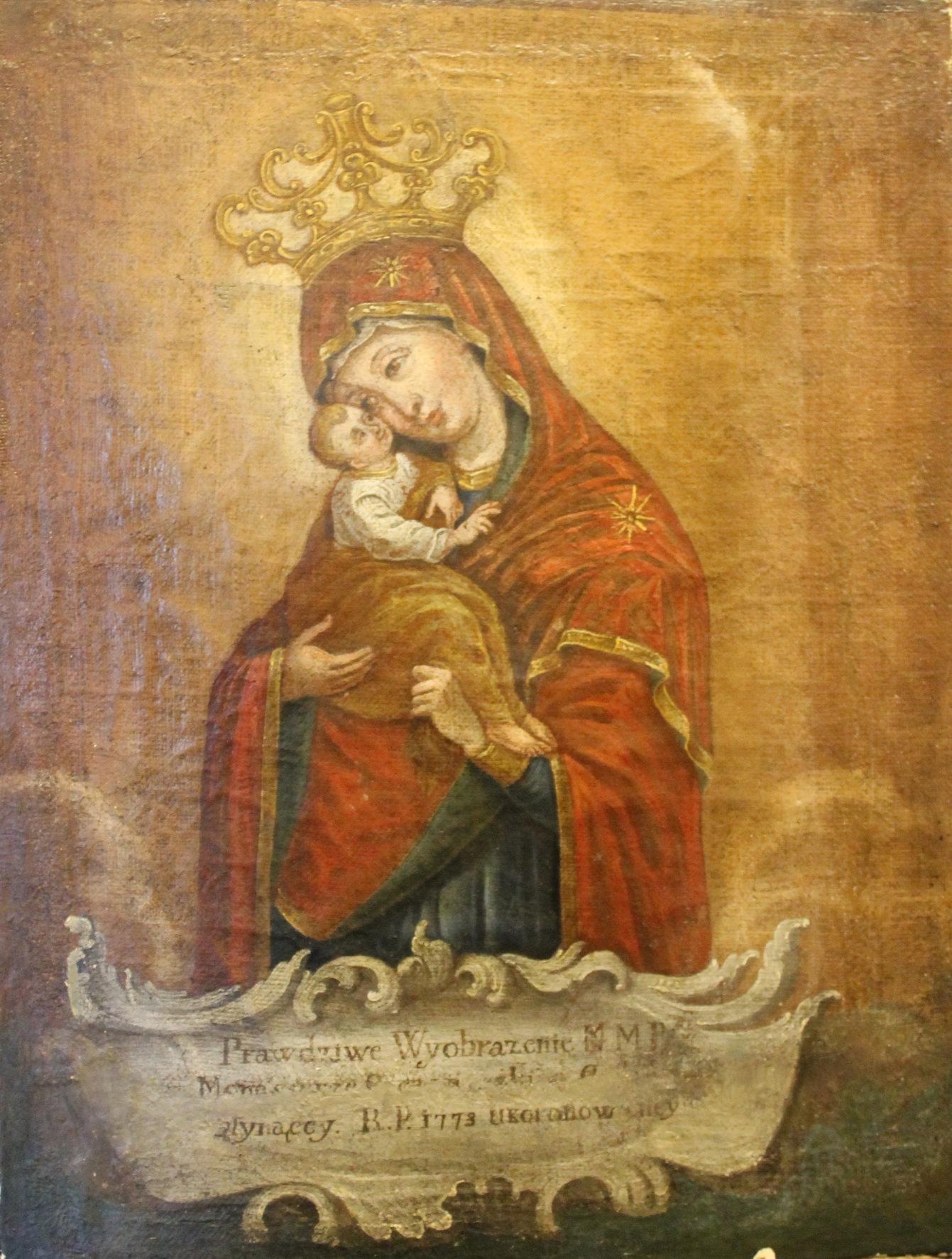
Mère de Dieu de Pochayev.
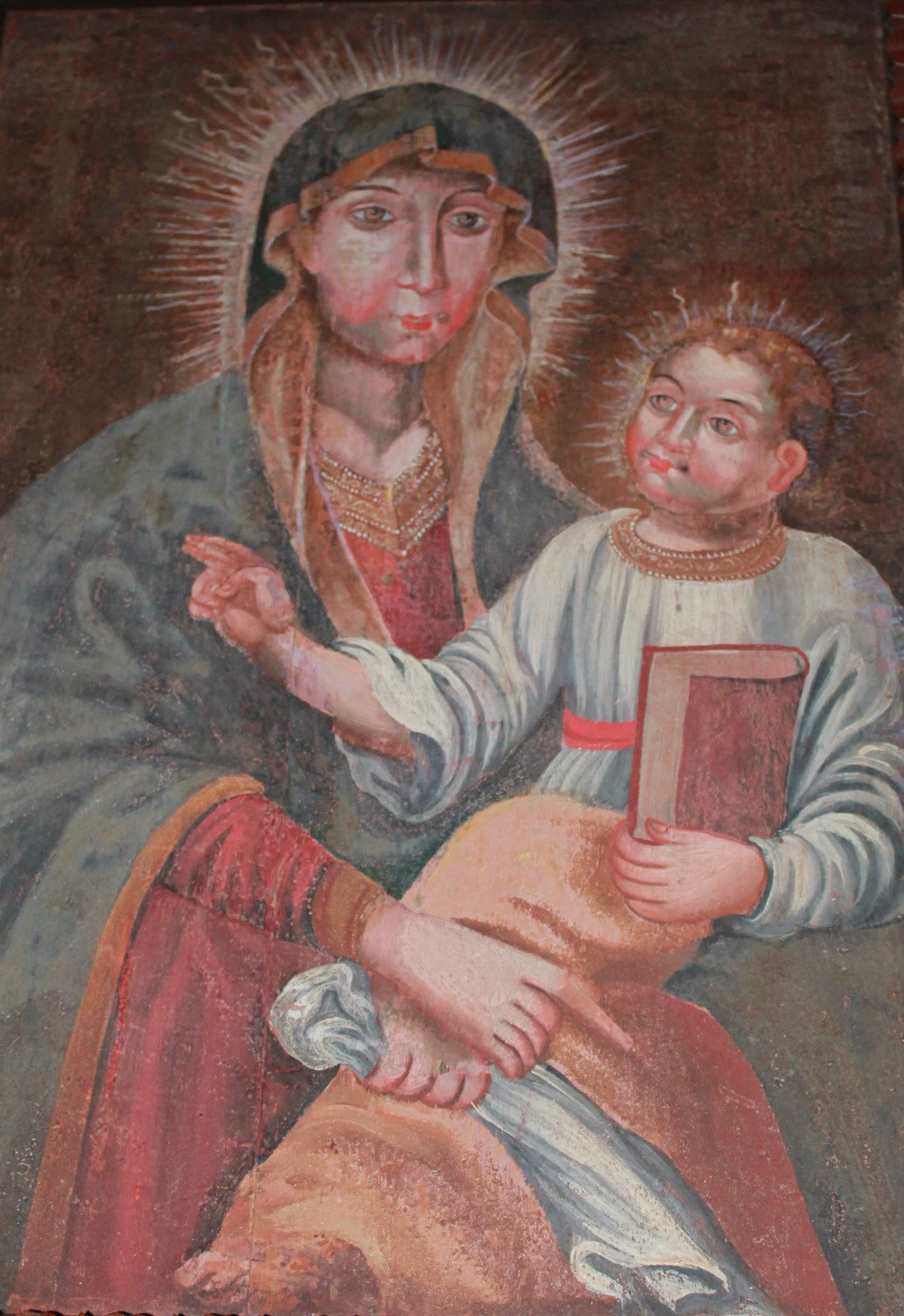
Notre Dame de Berdiskowa.